# Stefano Martino
Stefano Martino (Genova, 22 aprile 1970) è un fumettista e blogger italiano.
Dopo aver lavorato per la Modern Video di Stoccarda, nel 1996 inizia a illustrare per la  Sergio Bonelli Editore, inizialmente  sulla testata di Zona X e, dal 1999, sulle testate di Jonathan Steele, e Legs Weaver.
Collabora (2003) con Drive Magazine e con Unlimited2 su contenuti e grafica di videogiochi.
Successivamente si sposta in Spagna dove sperimenta nuove vie della grafica e del fumetto, pur continuando a collaborare con Nathan Never e con la nuova serie di Jonathan Steele, pubblicata dalle Edizioni Star Comics. "El Dragon verde", da lui scritto e disegnato, esce in Italia nell'annuario Altrimondi nel 2006 e in Spagna nel 2007 pubblicato da Aleta ediciones. Nel 2008 inizia la collaborazione con la versione spagnola di Doctor who (vedi: Archiviato il 1º giugno 2010 in Internet Archive.; ) 
Nel suo Blog,  si possono trovare in anteprima disegni, fotografie, aneddoti di vita da disegnatore, e commenti vari.
Nel 2022 per edizioni Star Comics esce il primo volume della trilogia Le Cronache di Atlantide 